# 仮屋湾

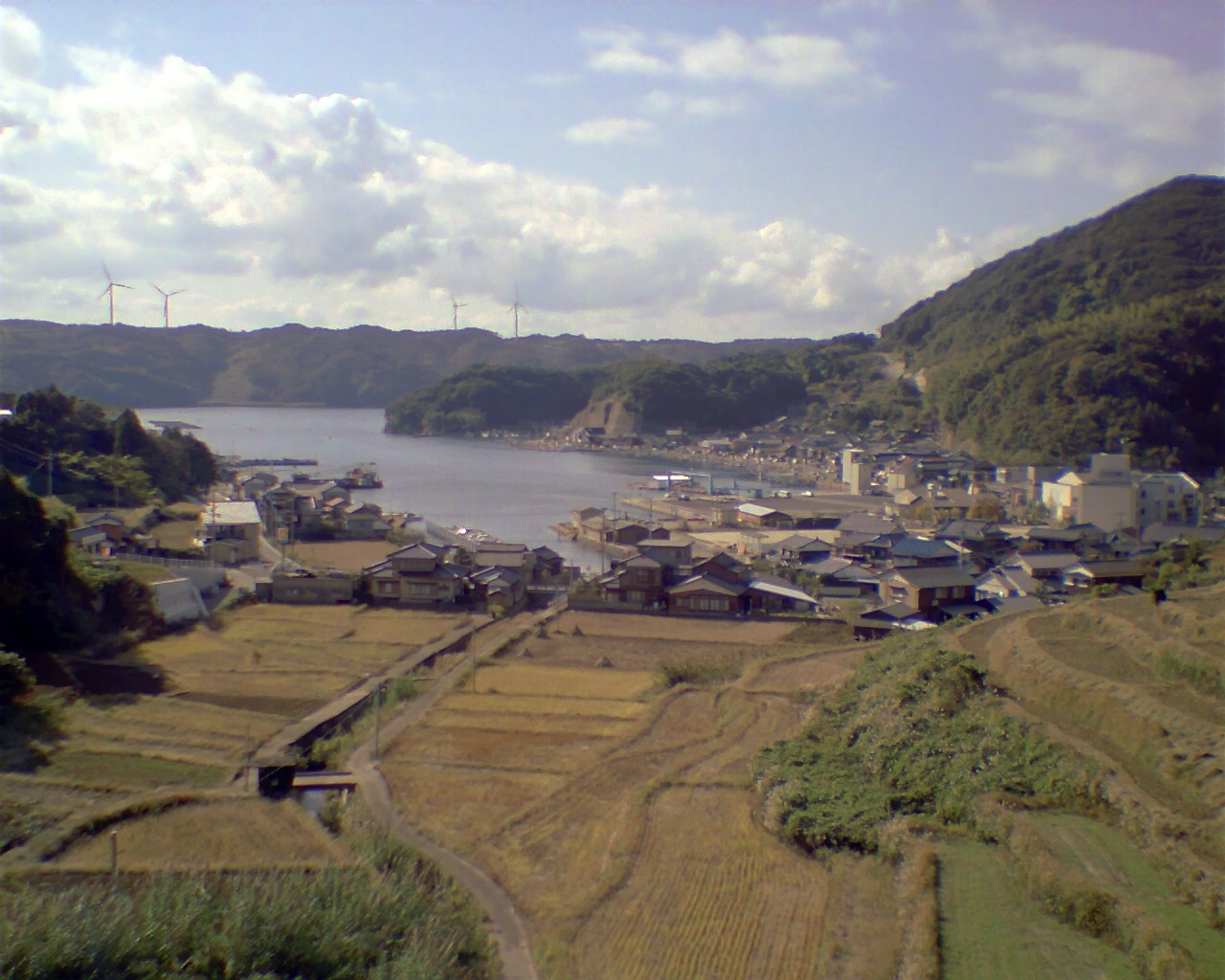
仮屋湾と仮屋集落

仮屋湾（かりやわん）は、東松浦半島の西、佐賀県唐津市肥前町納所と佐賀県東松浦郡玄海町に囲まれた湾。

## 地理
環境省の法令告示通達、排水基準を定める省令別表第二の備考6及び7の規定に基づく窒素含有量又は燐〈りん〉含有量についての排水基準に係る海域によれば、佐賀県東松浦郡玄海町高岩鼻から二八六度に引いた線及び陸岸により囲まれた海域と定義されており、玄界灘と接している。
湾口幅はおよそ0.5キロ、面積は6.3平方kmで、湾口部の高岩鼻が湾口を閉めるように突き出した巾着型の湾である。湾内の三島は海岸線から10メートルほどしか離れておらず、三島新橋が架橋されている。島には旧村社の三島神社や三島公園、玄海海上温泉（仮屋湾源泉）などがある。ほかに竹ノ子島、玉子島、藤島などの無人島がある。周辺の海岸はリアス式の美しい景観をなしており、玄海国定公園の一部をなしている。
流入河川は二級河川の有浦川、座川があるが、規模の大きい有浦川では近年土砂の堆積や流入量の減少などが問題となっている。

## 産業
マダイや真珠の養殖が盛んなほか、湾内の仮屋漁港ではタイ・キス・カワハギ・イサキなどが水揚げされている。また、有浦川ではシラウオ漁も行われているが漁獲量は年々減少している。